# Hulong
Hulong (kinesiska: 护龙镇, 护龙) är en köping i Kina. Den ligger i provinsen Sichuan, i den sydvästra delen av landet, omkring 180 kilometer sydost om provinshuvudstaden Chengdu. Antalet invånare är 21 965. Befolkningen består av 10 659 kvinnor och 11 306 män. Barn under 15 år utgör 21,0 %, vuxna 15-64 år 65 %, och äldre över 65 år 12,0 %.
Genomsnittlig årsnederbörd är 1 416 millimeter. Den regnigaste månaden är september, med i genomsnitt 262 mm nederbörd, och den torraste är december, med 15 mm nederbörd.